# Conflicto diplomático entre Costa Rica y Nicaragua de 2010-2015
El conflicto limítrofe entre Costa Rica y Nicaragua de 2010-2015 fue una disputa que comenzó en octubre de 2010 en la Isla Portillos llamada por los nicaragüenses, Harbour Head. Esta es una isla fluvial de aproximadamente 3 km², localizada inmediatamente al norte de la también costarricense isla Calero, en una lengua de tierra conocida como "Finca Aragón". Se resolvió con una sentencia de la Corte Internacional de Justicia de La Haya el 16 de diciembre de 2015, ratificando la soberanía de Costa Rica sobre la isla.
Esta controversia se encontró directamente relacionada con una labor de dragado por parte de autoridades nicaragüenses de una sección en la desembocadura del delta del río San Juan de Nicaragua, a cargo del excomandante guerrillero Edén Pastora, que involucró la presencia de militares nicaragüenses en esta lengua de tierra desde el inicio de la disputa, porción de tierra que ambos países reclamaban como parte de su propio territorio.
El conflicto se enmarca dentro de una larga historia de disputas entre ambos países por la delimitación de la frontera, y ha versado por temas desde acusaciones de invasión militar y daños ambientales a un área ecológicamente protegida, por parte de Costa Rica, hasta señalamientos, por parte de autoridades nicaragüenses, de que Costa Rica tiene intenciones de expandirse por el río San Juan, o que todo es parte de una conspiración internacional orquestada por Costa Rica y otros países hispanoamericanos para beneficiar al narcotráfico, algo que «Nicaragua intenta frenar». Hay un sector, finalmente, que ve la disputa simplemente como una «cortina de humo» política alentada por los gobiernos de ambos países para disfrazar las crisis internas que afrontan sus gobernantes y ganar popularidad ante la opinión pública.
Tras la mediación de José Miguel Insulza, Secretario General de la Organización de Estados Americanos, y luego de una resolución aprobada por 21 países miembros de este ente hemisférico para tratar de resolver la disputa, y que fue rechazada por Nicaragua, este país anunció que llevaría la disputa ante la Corte Internacional de Justicia de La Haya, pero el caso fue elevado finalmente por Costa Rica a dicha instancia, la cual emitió un primer fallo cautelar el 8 de marzo de 2011, en medio de declaraciones de victoria por parte de ambas partes, pero que al ordenar el despeje militar de la zona y además encomendar a Costa Rica la protección ambiental de la zona desfavorece los señalamientos iniciales de Nicaragua.
Finalmente, el 16 de diciembre de 2015, la Corte Internacional de Justicia ratificó la soberanía de Costa Rica sobre la isla Portillos.

## Situación geográfica del conflicto

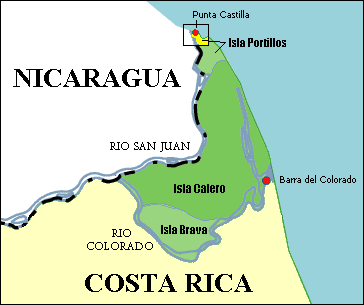
Mapa de las islas Calero, Brava y Portillos, Costa Rica. El recuadro delimita la zona amarilla que corresponde a la región disputada entre Costa Rica y Nicaragua durante el conflicto fronterizo surgido en 2010 entre ambos países a causa del dragado del río San Juan, conflicto que se encuentra en resolución en la Corte Internacional de Justicia de La Haya.

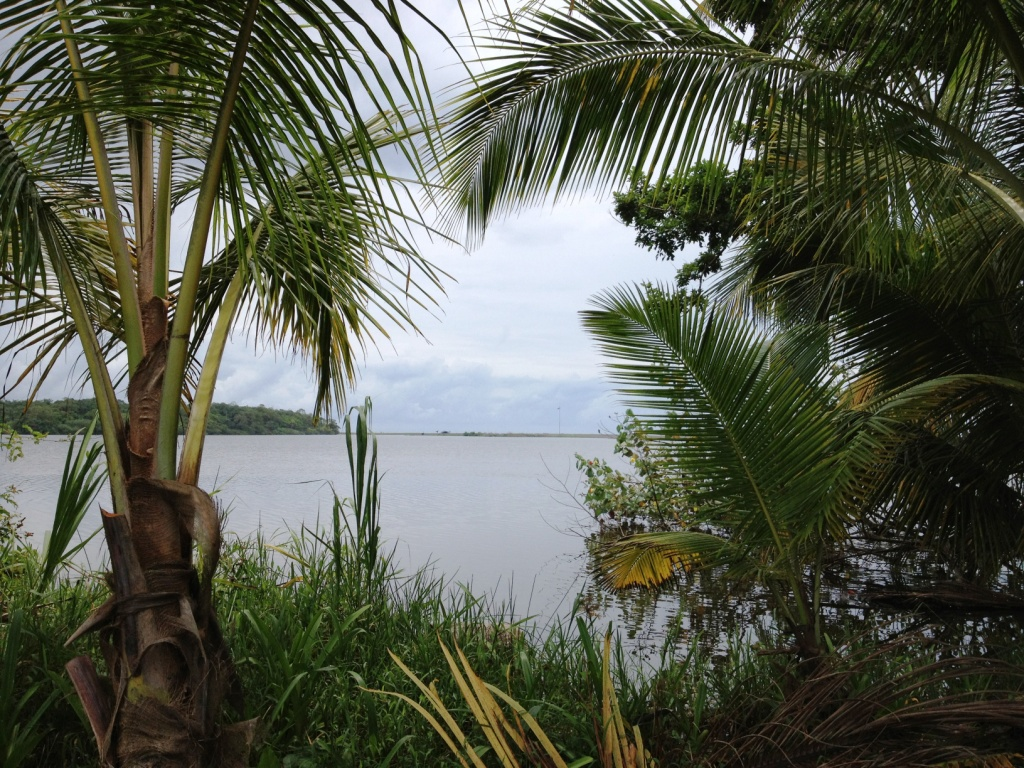
Vista de Laguna Portillo desde Isla Calero, Costa Rica

El conflicto fronterizo de 2010-2013 entre Costa Rica y Nicaragua se está dando en una porción de tierra de unos 3 km² ubicada en la costarricense isla Portillos, localizada inmediatamente al norte de la isla Calero y separadas por el río Taura, un brazo del río San Juan de Nicaragua que desemboca directamente en el mar Caribe. Tanto la isla Calero como la isla Portillos son dos islas fluviales que deben su formación a zonas de relleno de depósitos aluviales tanto del río San Juan de Nicaragua como del costarricense río Colorado. La morfología de estas dos islas es característica de las zonas de llanuras aluviales, pues poseen pendientes inferiores a los 2º; en ciertos sectores, pueden presentar relieves plano-cóncavos, lo cual permite la retención de grandes cuerpos de aguas, que se presentan en forma de charcas, lagunas o pantanos.
La octava isla costarricense de mayor extensión, con 16.8 km² y comprende el actual Refugio Nacional de Vida Silvestre Corredor Fronterizo Norte, según decreto ejecutivo N.º. 23248-MIRENEN del 18 de mayo de 1994. A pesar de esto, para efectos de información internacional, el conflicto ha trascendido como el «conflicto por isla Calero», puesto que ambas islas comparten una unidad geomorfológica, geográfica y paisajista muy estrecha.

## Controversia por Harbour Head cercano a Isla Calero

El territorio en amarillo es la zona que Nicaragua y Costa Rica reclaman de su territorio.

El 8 de octubre de 2010, el gobierno de Nicaragua inició las operaciones de dragado de 33 kilómetros (21 millas) del río San Juan, las obras se encontraban a cargo del excomandante Edén Pastora.
El 20 de octubre el Gobierno de Costa Rica se quejó ante las autoridades de Nicaragua por una supuesta "violación" de su soberanía y daños ecológicos en una reserva natural y la zona de isla Portillos / Calero.
Nicaragua rechazó todas las reclamaciones y respondió que, de hecho, los costarricenses han estado invadiendo su territorio. El vicepresidente nicaragüense comentó al respecto: «No podemos invadir nuestro propio territorio». El Gobierno de Costa Rica respondió mediante el refuerzo de seguridad en la frontera.
Según un periódico de Costa Rica, Edén Pastora justificó sus acciones por un mapa de Google Maps y el combate contra el narcotráfico, así como el texto original del Tratado Cañas-Jerez de 1858.
Una gerente de Google para América Latina hizo una aclaración pública diciendo que si bien «los mapas de Google son de muy alta calidad y Google trabaja constantemente para mejorar y actualizar la información existente, en ningún caso deberían utilizarse como referencia para decidir las acciones militares entre los dos países». Ella agregó que «en este caso, Google ha determinado que hubo una imprecisión en la definición de la frontera entre Costa Rica y Nicaragua y está trabajando para actualizar la información lo más rápido posible». El 12 de noviembre de 2010, Google corrigió su marca de la frontera en Google Earth, y el 29 de marzo de 2011, en Google Maps.
Ambos países adoptaron enfoques diferentes sobre cómo resolver el problema. Por un lado, Nicaragua argumentó que fue una disputa fronteriza que debe ser resuelta por la Corte Internacional de Justicia, mientras que Costa Rica afirmó que fue una incursión militar y que la Organización de Estados Americanos (OEA) debe resolver el tema o, a falta de una respuesta del último, se acudiría al Naciones Unidas del Consejo de Seguridad.
El Secretario General de la OEA, José Miguel Insulza, organizó una reunión con los dos gobiernos e inspeccionó la zona de conflicto. Concluyó que ambos países deben establecer un diálogo para resolver la situación pacíficamente, recomendó que los marcadores de la frontera deben ser instalados para prevenir nuevos conflictos, y que todas las tropas y la seguridad personal debían ser removidos de la isla. Costa Rica estuvo de acuerdo con estas condiciones, sin embargo, Nicaragua se negó a retirar sus tropas militares alegando la posesión del territorio en cuestión y que, por lo tanto, quedaban exentos de cumplir tales imposiciones.
En una reunión el 12 de noviembre, por un voto de 22-2, los embajadores de la OEA aprobaron una resolución en la que solicitan a Costa Rica y Nicaragua retirar sus tropas de la zona de conflicto a lo largo de su frontera común y mantener conversaciones para resolver su controversia.
En Nicaragua el presidente Daniel Ortega descartó la posibilidad de retirar las tropas y pasó por alto la resolución de la OEA, porque su gobierno considera que esta organización no tiene competencia para resolver los conflictos fronterizos. En la misma conferencia de prensa, el presidente nicaragüense ha anunciado su intención de presentar una reclamación basada en la Corte Internacional de Justicia, solicitando permiso para navegar por la desembocadura del Río Colorado.
En el aspecto político, algunos comentaristas criticaron Daniel Ortega por, supuestamente, aprovechar en esta materia para promover su reelección. La presidenta de Costa Rica, Laura Chinchilla, fue criticada por el expresidente Óscar Arias por su manejo ingenuo de la situación, y por los diversos sectores del país que vieron clara la maniobra de utilizar este conflicto como cortina de humo ante los diversos problemas nacionales y protestas que se realizaban y se realizan a la vez agobiando el turbulento gobierno que le tocado a la presidenta dirigir.
El 18 de noviembre de 2010, Costa Rica presentó un recurso contra Nicaragua en la Corte Internacional de Justicia antes que Nicaragua hiciera lo mismo puesto que esta última ya lo venia anunciando. La denuncia se basa en una incursión en la ocupación y el uso por el Ejército de Nicaragua del territorio de Costa Rica, la violación de los tratados y obligaciones de Nicaragua hacia Costa Rica, y "dragado en curso y la construcción del canal [que] tendrá graves repercusiones en el flujo de agua hasta el río Colorado de Costa Rica, y causará más daño al territorio de Costa Rica, incluyendo los humedales y la fauna de áreas protegidas nacionales ubicadas en la región". El Estado demandante también presentó una solicitud de medidas provisionales, incluida la retirada de todas las tropas de Nicaragua de Harbour Head, el cese de la construcción de un canal a través de territorio de Costa Rica, el cese inmediato del vertido de sedimentos en el territorio de Costa Rica y el cese inmediato de la tala de árboles, remoción de la vegetación y el suelo de Costa Rica, incluyendo sus humedales y los bosques. El mismo día, la OEA aprobó una solicitud de Costa Rica, en votación de 22 a 1 (y 7 abstenciones), de convocar una Reunión de Consulta de la OEA, los Ministros de Relaciones Exteriores para analizar la situación entre el Costa Rica y Nicaragua en la zona fronteriza del río San Juan. La reunión tuvo lugar el 7 de diciembre de 2010.

## Denuncia de Costa Rica ante la OEA
José Miguel Insulza, secretario general de la Organización de Estados Americanos finalizó el 8 de noviembre su viaje entre la frontera de Costa Rica y Nicaragua ante la disputa.

He tenido la oportunidad de visitar la zona en helicóptero y me formé un cuadro bastante claro […] espero que este problema se resuelva de manera constructiva […] no voy a dar mi impresión sobre temas conflictivos, me llevare toda esta información, voy a informar mañana al consejo, ya que nuestra función no es tomar decisiones si no facilitar el diálogo entre ambos países.

Insulza se reunió días antes en Managua, Nicaragua con el presidente de ese país, Daniel Ortega, quien le propuso a Costa Rica delinear su frontera. Además Nicaragua aumentó la presencia militar en la frontera alegando que es por cuestiones de lucha contra el narcotráfico y no en ofensiva a las fuerzas policiales de Costa Rica.
Mientras la OEA busca el diálogo entre ambas naciones, Costa Rica aumentó las demandas contra Nicaragua por los daños ambientales y la violación a su soberanía por parte del ejército nicaragüense.

## Informe de Insulza a la OEA
El 10 de noviembre, Insulza rindió su informe a la OEA para buscar una solución pacífica al conflicto, sin embargo, el embajador de Nicaragua en esa sede denegó cumplir con ese acuerdo. Costa Rica lanzó un ultimátum de 48 horas para que Nicaragua aceptara los puntos planteados. Inmediatamente después de rendido el informe las redes sociales se llenaron de comentarios aluyendo a que Insulza no solucionaría nada con ese informe.

## OEA aprueba por mayoría informe de Insulza
El 13 de noviembre se sometió a votación el informe presentado por Insulza ante la Organización de Estados Americanos. Según palabras del embajador de Nicaragua una vez finalizada esa sesión calificó de "un ambiente de anarquía mayor" lo ocurrido ese día. Además informó que no acatarían ese informe y que Nicaragua dejará de asistir a las sesiones de la OEA pues consideraron que ese organismo no es el competente para solucionar el problema.

## Costa Rica demanda a Nicaragua ante la Corte Internacional de Justicia
El 20 de noviembre, Costa Rica presentó una demanda ante la Corte Internacional de Justicia en La Haya, Holanda como parte de su "ofensiva diplomática" ante el conflicto con Nicaragua.
Nicaragua declaró que las acusaciones de Costa Rica son totalmente "absurdas e ilegales" y que también demandarán en la CIJ.

## Segunda resolución de la OEA
Una segunda resolución de la OEA en la que estaban convocados los cancilleres de cada país miembro de los Estados Americanos, aprobó una segunda resolución leída por José Miguel Insulza. Solamente los cancilleres de Costa Rica y Guyana asistieron, los restantes fueron los embajadores de cada país. El documento que fue aprobado en solicitaba "como una medida de fomento de la confianza, a San José y Managua a "ejecutar", de manera simultánea y sin dilación, las recomendaciones adoptadas mediante la resolución del 12 de noviembre en la que entre otros se pedía a Nicaragua retirar las tropas de la zona en disputa en Isla Calero, en el río San Juan, para generar un clima propicio al diálogo."

## Denuncia de Nicaragua sobre extremistas en Costa Rica
El jefe de Relaciones Públicas del Ejército de Nicaragua, Juan Ramón Morales denunció que sectores extremistas de Costa Rica estaban interesados en ocasionar un conflicto armado en la frontera entre los dos países. Según Morales serían narcotraficantes interesados en el conflicto con Nicaragua.

## Primera audiencia en la Corte Internacional de Justicia
El 11 de enero y durante un periodo de tres horas, los diplomáticos enviados por Costa Rica a la Corte Internacional solicitaron a los 15 jueces que conforman el tribunal suspender los trabajos de dragado en el Río San Juan y que le pida al gobierno de Daniel Ortega que retire las tropas de la zona de conflicto.
En la tarde, Nicaragua indicó que Harbour Head es de territorio nicaragüense donde presentó mapas y tratados firmados por ambas naciones.
El Gobierno Costarricense refirió el conflicto como invasión a Isla Calero, situación que el secretario Insulza aclaró en la audiencia de cancilleres de la OEA:
el lugar es un pantano ubicado en la zona de Harbour Head y no en Isla Calero que la misma Nicaragua me aclaró pertenece a Costa Rica.

## Segunda audiencia en la Corte Internacional de Justicia
El 12 de enero se llevó a cabo la segunda audiencia en la Corte Internacional de Justicia; Costa Rica marcó como "inaceptable y ofensiva" las pretensiones de Nicaragua en cuanto a modificar de forma artificial la frontera entre los dos países.
René Castro, ministro de Relaciones Exteriores de Costa Rica y que ahora se encuentra en La Haya como parte del cuerpo diplomático enviado por este país, declaró a la agencia EFE que es "inaceptable" que se solucione el problema con una indemnización por el grave daño ambiental causado en isla Portillos o Calero.
Por su parte Nicaragua pidió "rechazar" las medidas cautelares solicitadas por Costa Rica, la solicitud fue realizada por el gobierno de Daniel Ortega durante la primera audiencia de Nicaragua en la Corte Internacional.
Carlos Argüello, representante de Nicaragua en La Haya declaró:
Nicaragua realizó un estudio de impacto ambiental en 2004, sin embargo Costa Rica no quiere que se drague por que, hoy por hoy, es la única que controla en río.

## Retirada de tropas por parte de Nicaragua
El 1 de febrero de 2011, la cancillería de Costa Rica informó que al parecer Nicaragua había retirado sus tropas de Isla Calero.

El Gobierno de Costa Rica ha detectado que, en este momento, no es visible desde el aire la presencia de tropas y personal civil nicaragüense. [...] Este aparente retiro de las fuerzas de ocupación nicaragüense no ha estado acompañado de anuncio alguno del Gobierno de ese país, mucho menos por su reconocimiento que sus tropas y personal civil han estado ocupando territorio costarricense, en violación de la soberanía nacional y tampoco ha garantizado que no ingresarán de nuevo.

Costa Rica calificó como un acto de mala fe las acciones de Nicaragua y dijo que todo es un plan del vecino del norte para controlar el resultado de la Corte Internacional.

## Medidas cautelares por parte de la Corte Internacional de Justicia
La Presidenta de Costa Rica, Laura Chinchilla Miranda, rechazó el 6 de marzo una de las tantas invitaciones del Presidente de Nicaragua, Daniel Ortega a esperar el fallo de la Corte Internacional de Justicia en La Haya, Holanda. Ortega había enviado una carta a Chinchilla horas antes invitándola a ir a la frontera común y dialogar buscando una solución contructivista y pacífica del conflicto.
El 8 de marzo la Corte Internacional de Justicia (CIJ), dictó algunas de las medidas cautelares solicitadas por Costa Rica en el conflicto que lleva con su vecino, Nicaragua, desde octubre del 2010. La Corte falló en algunos puntos a favor de Costa Rica, y entre las medidas cautelares interpuestas se incluyen el abandono inmediato de las tropas nicaragüenses de Harbour Head-.
Las medidas cautelares impuestas por la Corte Internacional incluyen:
- Retirar inmediatamente las tropas, tanto militares como policiales de la zona en conflicto.

- Que los dos países se abstengan de generar problemas que alarguen el conflicto.

- Costa Rica puede visitar la zona en conflicto solamente con personal que evalúe la situación ambiental en la zona, sin embargo deberán notificar con anterioridad a la Comisión de Humedales de la RAMSAR.[47]

Dadas las constantes incursiones del ejército nicaragüense y las obstrucciones a los costarricenses de la zona a navegar por el Río San Juan, el gobierno de Laura Chinchilla autorizó la construcción de la Ruta 1856 Juan Rafael Mora Porras (conocida popularmente y en prensa como "la trocha fronteriza") en la margen derecha del río San Juan de Nicaragua, que corre paralela al cauce del río, a cargo del Consejo Nacional de Vialidad, situación que ha creado diferentes reacciones públicas expresando diferentes criterios, en especial sobre el impacto ambiental y su mitigación.
En cumplimiento de la resolución de la CIJ, Costa Rica procedió a construir una Estación Científica en Isla Calero bajo la Dirección Técnica y voluntariado de los reconocidos arquitectos y consultores ambientales Ibo Bonilla y Rafael Víquez, en una acción conjunta del SINAC (Sistema Nacional de Áreas de Conservación)y la CNE (Comisión Nacional de Emergencias) cuyas obras fueron concluidas el 22 de mayo de 2012.
A julio de este mismo año un equipo de investigadores ya ha avanzado trabajos de diagnóstico y catalogación, como el dirigido por el Biólogo Sebastián Bonilla que ha identificado ya cuatro especies de aves no reportadas en los índices biológicos.
El 22 de noviembre de 2013, la Corte Internacional de Justicia de La Haya dictó nuevas medidas cautelares en torno al conflicto, en las que ordenaba a Nicaragua detener el dragado en la zona disputada, además de reparar el daño causado con la apertura de dos canales (para lo que debe presentar pruebas de dichos arreglos con fotos satelitales dos semanas después) y retirar todo personal militar y civil del lugar, mientras que encargó a Costa Rica coordinar con la Convención RAMSAR para determinar el alcance del daño ecológico en la región, medidas que Nicaragua acordó acatar.

## Resolución del conflicto
El 16 de diciembre de 2015, la Corte Internacional de Justicia emitió su sentencia con respecto a este conflicto. La Corte dictaminó que la soberanía del territorio en disputa le corresponde a Costa Rica, determinando además que Nicaragua, con la presencia de personal militar y la apertura de tres caños artificiales en este territorio, violó la soberanía costarricense. Además, la Corte resolvió que Nicaragua había violado las medidas cautelares impuestas por la Corte el 8 de marzo de 2013 al abrir dos nuevos caños ese año y permitir el ingreso de personal militar a la zona en disputa. También, la Corte consideró de forma unánime que Nicaragua había violado los derechos de libre navegación de Costa Rica por el río San Juan, establecidos en el Tratado Cañas-Jerez, al impedir la libre navegación de naves costarricenses por el río tras una orden de la Corte de respetar una medida emitida por el organismo en el 2009. La Corte también decidió que Nicaragua tendrá que compensar a Costa Rica por los daños materiales causados en el humedal luego del ingreso de su personal en territorio costarricense.
La Corte también determinó que Costa Rica no había realizado estudios de impacto ambiental previo a la construcción de la Ruta 1856 (conocida como "trocha fronteriza", paralela al río San Juan), pero indicó que ese país no violó obligaciones ambientales fundamentales al obviar los estudios, ni provocó daños graves al río San Juan por problemas de sedimentación. Además, rechazó la solicitud de Costa Rica de que se le condenara a Nicaragua al pago de las costas del proceso judicial.
Tras el fallo, el gobierno de Nicaragua manifestó en un comunicado de prensa que acataría el fallo de la Corte y llamó al diálogo con Costa Rica. El gobierno de Costa Rica, que previamente había indicado que respetaría el fallo, manifestó su complacencia con el resultado del litigio.